# Nezabudické skály
Přírodní rezervace Nezabudické skály byla vyhlášena roku 1988. Nachází se na levém břehu řeky Berounky, zhruba kilometr severně od obce Branov. Důvodem ochrany jsou skalnaté svahy, velmi bohatá lokalita plazů.

## Popis lokality
Jde o hluboký svah na levém břehu řeky Berounky. V lokalitě žije sedm ze třinácti druhů plazů známých v ČR.